# كارسانداس مولجي
كارسانداس مولجي (25 يوليو 1832 - 28 أغسطس 1875) كان من خريجي كلية إلفينستون وصحفي غوجاراتي. لقد تأثر بشدة بالثقافة الإنجليزية إلى حد أنه كان يكره السلطة الدينية المؤسسية وكان لديه ميل لقراءة الخطب المسيحية وبدأ لاحقا في ترجمة الخطب الإنجليزية وكتيبات السلوك إلى الغوجاراتية وبالتالي جلب أيضا الأخلاق البروتستانتية المميزة إلى العالم الثقافي الغوجاراتي. تم تعيين كارسانداس مولجي لإدارة ولاية في كاثياوار في عام 1874.

## الخلفية العائلية والاجتماعية
ولد لعائلة تنتمي إلى طبقة كابول وهي الطبقة التجارية الأكثر نخبة في غرب الهند. وقد تبرأت منه عائلته مؤخرا بسبب آرائه بشأن زواج الأرملة مرة أخرى. بعد زيارة إلى إنجلترا في عمل يتعلق بتجارة القطن والتي لم تكن ناجحة وتسببت في حرمانه من طبقته بسبب الفكرة السائدة في تلك الأوقات فيما يتعلق بعبور البحار.

## الحياة المهنية
كان يكتب سابقا لمجلتي راست جوفتار وستريبوده لكن قراء هذه المجلات كان يقتصر في الغالب على البارسيون.
نظرا لعدم رضاه عن العدد المحدود من القراء لهذه المجلات أسس مولجي في عام 1855 مجلة أسبوعية غوجاراتية تسمى ساتيابراكاش بمساعدة مانغالبهاي ناثتوبهاي. قام بتحريره بينما كان روستومجي رانينا هو الناشر. ومع ذلك تم نشر ساتيبراكاش لمدة ست سنوات فقط قبل أن يغلق في عام 1861 ثم انحل إلى راست جوفتار وهي نفس الصحيفة التي تركها سابقا بسبب قلة عدد جمهورها. تناولت مقالاته زعماء الطبقات الهندوسية المتقدمة وهاجمت العادات والممارسات الاجتماعية والدينية. تناول مولجي العديد من القضايا الاجتماعية مثل تعليم الإناث والإنفاق المفرط للمال في حفلات الزفاف الفخمة ومراسم إزالة الأعشاب الضارة وطقوس الجنازة المتمثلة في ضرب الصدر.

## السير الذاتية
كتب ماهيباترام روبرام نيلكانث سيرته الذاتية باللغة الغوجاراتية بعنوان "أوتام كابول كارسانداس مولجي شاريترا" (1877) مع رسم تمهيدي باللغة الإنجليزية. كارسانداس مولجي: دراسة السيرة الذاتية (1935) هي سيرة ذاتية نقدية أخرى كتبها ب.ن. موتيوالا.

## الوفاة
وفقا لموسوعة بريتانيكا لعام 1911 حدثت وفاته في أغسطس 1875 وهو ما قد يكون أكثر ترجيحا لأنه يذكر أنه تم تعيينه لإدارة ولاية في كاثياوار في عام 1874 خلال أقلية الرئيس.